# Bertrand Dorny
Bertrand Dorny (* 2. Juli 1931 in Paris; † 19. Juni 2015 ebenda) war ein französischer Künstler und Vertreter der Konkreten Kunst. Er wirkte als Grafiker, Maler, Bildwirker, Bildhauer, Collage- und Assemblage-Künstler sowie Illustrator und Künstlerbuch-Autor. 

## Leben und Werk
Dorny lernte die Malerei in den Ateliers von Othon Friesz (1948) und André Lhote (1952). Bei Johnny Friedlaender in Paris erhielt er 1954/1955 eine erste Ausbildung als Grafiker. Danach reiste er in die USA und lernte dort seine zukünftige Ehefrau, die Künstlerin Anne Walker (* 1933), kennen. 
Die Grafik nahm mit der Zeit einen immer größeren Stellenwert in Dornys Schaffen ein. Insgesamt schuf er bis zur Jahrhundertwende über 600 grafische Blätter. 1962 erschien das erste von ihm illustrierte Buch (Jacques Gouttenoire: Foules) und 1971 seine erste Grafikedition. In den folgenden Jahrzehnten arbeitete er mit einer Reihe von Autoren an Buchprojekten zusammen, insbesondere Michel Butor, Michel Deguy und Bernard Noël. 
1968 zeigte Dorny erstmals grafische Werke in der Galerie La Nouvelle Gravure in Paris. Ab 1972 stellte er regelmäßig in der Pariser Galerie La Hune aus. Später waren seine Werke u. a. im Musee d’Art Moderne (Paris), Chicago Art Institute, Victoria and Albert Museum (London), Yale University Art Gallery, Boston Museum of Fine Arts und Centre National d’Art Contemporain (Paris) zu sehen.
Für den Mobilier national entwarf Dorny 1970 erstmals einen Bildteppich. Ab 1981 kamen monumentale Skulpturen in architektonischem Kontext zu seinem Gesamtwerk hinzu. Hierfür kooperierte er mehrmals mit dem Architekten Michel Potié, Mitglied der „Groupe 6“ in Grenoble.
Dorny war auch als Kunstpädagoge tätig. So erteilte er 1966/1967 Zeichenunterricht an der Pariser Académie de la Grande Chaumière. Von 1975 bis 1979 lehrte er an der École des Beaux-Arts in Paris. 
Bis 1990 schuf Dorny zahlreiche Werke, überwiegend als Aquatinta. 